# Alluvione della Versilia del 19 giugno 1996
L'alluvione della Versilia è stata un grave evento alluvionale che colpì parte della regione storica della Versilia in Toscana il 19 giugno 1996 a seguito di un fenomeno temporalesco particolarmente violento avvenuto nel passaggio tra la primavera e l'estate.

## Fatti precedenti l'evento
Il mattino del 19 giugno 1996 il cielo della Versilia era terso, tuttavia quel giorno era in atto sulle creste delle Alpi Apuane uno scontro di aria fredda proveniente dal Nord Italia con aria calda umida proveniente dalla costa, che causò una rapidissima evoluzione meteorologica, favorendo dunque la formazione di un'apparentemente modesta cella temporalesca alta però 12 km e larga circa la metà, assai carica di precipitazioni (temporale convettivo).
Violentissimi nubifragi si scatenarono a partire dal primo mattino sulle Alpi Apuane interessando tutto l'alto bacino dei torrenti Serra e Vezza (questi ultimi confluenti in un unico corso d'acqua a Seravezza, il Versilia) sullo spartiacque occidentale, e tutta la parte alta del bacino del torrente Turrite di Gallicano sullo spartiacque orientale. Le precipitazioni interessarono anche parte del bacino del fiume Camaiore.
Tutto questo mentre sulla piana della Versilia cadevano soltanto poche gocce di pioggia. In poco tempo le straordinarie precipitazioni (con punte di oltre 150 mm in un'ora sull'alto bacino del Vezza) causarono svariati smottamenti, e i corsi d'acqua si ingrossarono rapidamente. A fronte di una breve pausa, avvenuta in tarda mattinata, le piogge ripresero a cadere ancora più intensamente nell'arco della giornata che va da mezzogiorno sino al primo pomeriggio, per poi scatenarsi il diluvio. Piogge copiosissime scossero le montagne e i valloni nei pressi del paese di Cardoso dove vari torrenti minori danno origine, presso l'abitato, al torrente Vezza.
Intanto in pianura nessuno poteva lontanamente prevedere quanto stava accadendo: nella zona di Pietrasanta, presso il breve tratto di pianura del fiume Versilia erano caduti appena 5–10 mm di pioggia. Si attivò la protezione civile premurandosi, verso le 14:00, di controllare i valori pluviometrici sulle Alpi Apuane scoprendo che uno degli idrometri presso il centro di Pomezzana nell'alta valle del torrente Vezza, registrava un valore cumulativo di precipitazioni da record, con 440 mm in appena 8 ore e una punta massima di 157 mm in un'ora. Nel timore che si potesse verificare qualche onda di piena improvvisa, vennero subito controllati i livelli dei fiumi, soprattutto il Versilia che ad una prima osservazione risultò essere, dopo la grossa onda di piena del mattino, ingannevolmente in calo.

## Ore 13:00: il disastro

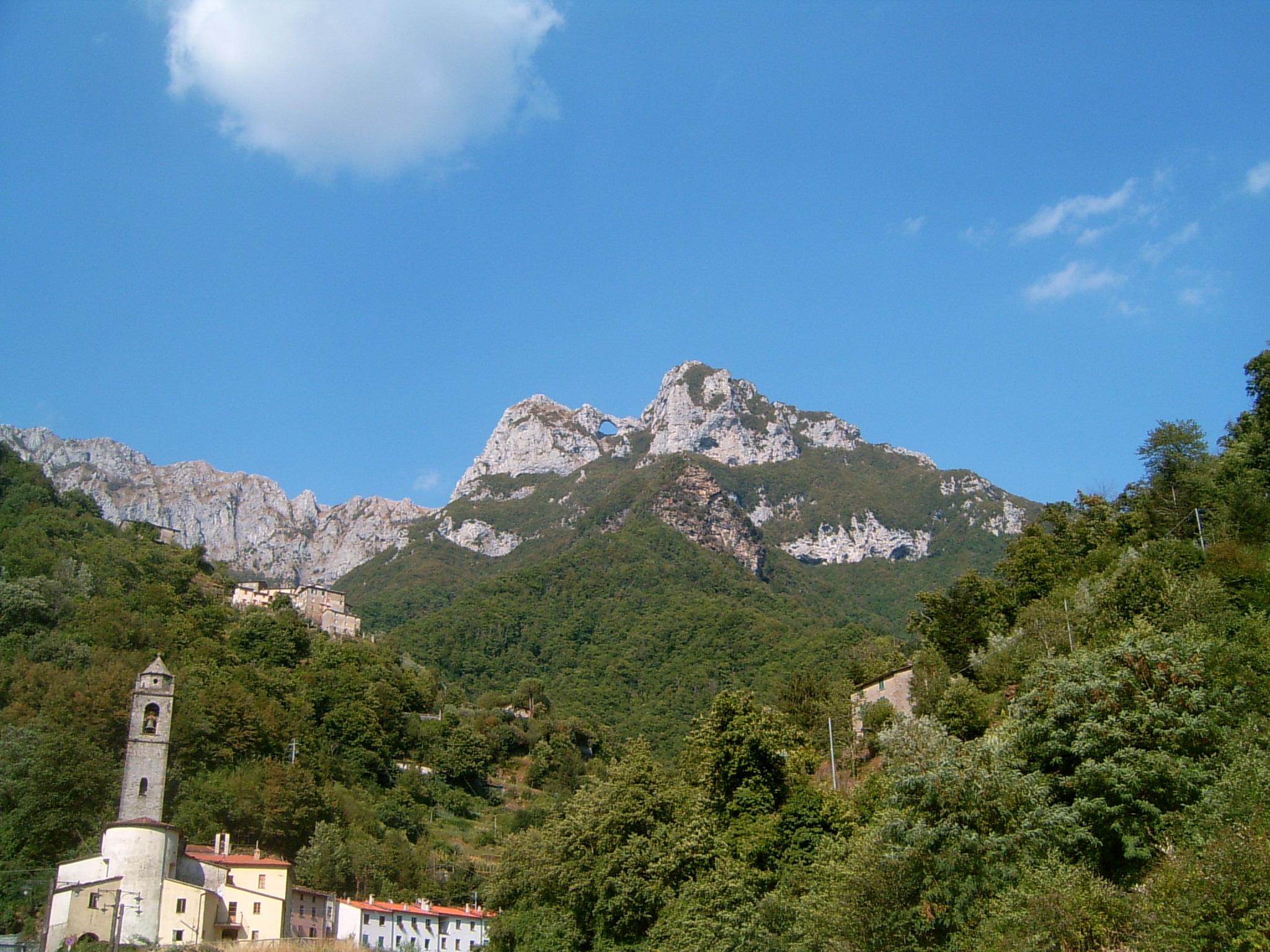
Cardoso è stato il paese più colpito dall'alluvione

Verso le 13:00 in alta valle, il torrente Vezza (tratto alto del fiume Versilia) dava inizio alla sua corsa devastante verso valle presso il centro di Cardoso: qui infatti, a detta di testimoni oculari, vennero dapprima uditi numerosi boati provenienti dalle montagne dopodiché giunsero ripetute ondate di acqua, fango e detriti alte fino a 4-5 metri provenienti dai valloni dei torrenti confluenti presso il paese, che venne dunque investito e distrutto quasi completamente.
La rapidità e la violenza improvvisa dell'evento trovò la sua giustificazione nel fatto che già dal mattino le fortissime piogge, unite alla siccità che da mesi affliggeva la zona, avevano reso ancora più fragili i già instabili versanti delle Alpi Apuane causando enormi frane di terra, detriti e tronchi che avevano bloccato, con sbarramenti temporanei, tutte le valli dei corsi d'acqua a monte di Cardoso che danno origine al torrente Vezza; si erano dunque creati svariati bacini di acqua effimeri che, cedendo poi tutti insieme di schianto nel primo pomeriggio sotto le incessanti precipitazioni, hanno dato luogo a un'onda di piena catastrofica. Fra le persone che persero la vita si annovera il piccolo Alessio Ricci, al quale dal 2020 è intitolata la scuola elementare di via Pontenuovo a Pietrasanta: aveva solo 8 anni quando fu inghiottito dalla piena del fiume.
Dopo aver devastato Cardoso la piena proseguì sul torrente Vezza ed investì dapprima il centro di Ponte Stazzemese (dove giunse a lambire il 2º piano delle abitazioni, facendo in parte crollare un intero albergo) per poi raggiungere Ruosina dove sommerse l'intero abitato, cancellando quasi completamente la strada di fondovalle. Ulteriori apporti di acque giunsero nel frattempo al Vezza da ogni valle laterale alimentando sempre più la sua piena.
Verso le 15:00 la piena giunse furibonda presso la cittadina di Seravezza che venne per gran parte sommersa da 2-3 metri d'acqua; in questo tratto il torrente Vezza ricevette poi da destra anche la piena del suo principale affluente, il torrente Serra e mutando da questa confluenza in poi denominazione in "fiume Versilia", proseguì impetuoso e stracolmo di detriti verso valle, mandando letteralmente in avaria (nel momento in cui segnò il valore di 4,50 m sopra lo zero idrometrico), l'unico idrometro presente lungo la sua asta fluviale.
Non si conoscono perciò altri dati relativi all'altezza massima di piena se non quello relativo al picco massimo di portata, stimato in seguito all'evento, in circa 571 m³/s, valore assolutamente eccezionale e incontenibile per un fiume modesto come il Versilia.
Dopo Seravezza il Versilia sormontò e distrusse tutti i ponti nei pressi dei centri di Ripa, Corvaia e Vallecchia, abbandonando il suo tratto vallivo e trovando sbocco nella pianura della Versilia: in questo tratto il fiume (canalizzato e deviato nei secoli passati in un alveo artificiale che sfocia nei pressi di Cinquale di Montignoso), dilagò letteralmente presso la località San Bartolomeo di Pietrasanta a causa del sormonto e conseguente cedimento di un ampio tratto del suo argine sinistro, creandosi dunque un nuovo corso verso sud, ovvero seguendo l'antico tracciato del suo vecchio alveo di scorrimento, causando così un'estesa inondazione di tutta la porzione ovest del comune di Pietrasanta sino alla frazione di Marina di Pietrasanta, Forte dei Marmi e parte del comune di Montignoso.
Nel frattempo la tragedia aveva colpito anche il versante orientale delle Apuane in Garfagnana: nell'alta valle del torrente Turrite il centro di Fornovolasco venne letteralmente devastato dalla piena del corso d'acqua. Più a valle invece i danni furono minimi grazie alla presenza di un lago artificiale sul corso d'acqua che, completamente vuoto per manutenzione, fu in grado di accogliere frenandone l'impeto gran parte della piena salvando il centro situato più a valle di Gallicano.
Verso le 18:00 i pluviometri di Pomezzana e Retignano, in Alta Versilia, mostrarono valori cumulativi di precipitazioni rispettivamente pari a 478 e 401 mm in 13 ore. Quello di Fornovolasco, in Garfagnana, 408 mm. Questa tragedia, considerata come una delle peggiori alluvioni che abbia mai colpito la Toscana dopo l'alluvione di Firenze del 1966, causò anche un elevato numero di vittime: alla fine dell'emergenza si conteranno 13 morti, quasi tutti a Cardoso, e un disperso.

## Vittime
- Elena Bianchini (30 anni)
- Giulia Macchiarini (4 anni)
- Valentino Guidi (72 anni)
- Renata Marcucci (67 anni)
- Valeria Guidi (43 anni, dispersa)
- Graziana Luisi (40 anni)
- Manuela Luisi (32 anni)
- Alma Santarelli (73 anni)
- Norma Santarelli (54 anni)
- Amos Mario Cavani (53 anni)
- Isolina Frati (68 anni)
- Elvino Pieruccioni (72 anni)
- Margherita Vincenti (76 anni)
- Alessio Ricci (8 anni)

Il tecnico Marco Fornaciari (41 anni) morì nel corso di un sopralluogo sui luoghi colpiti dall'alluvione.